# Kurgast

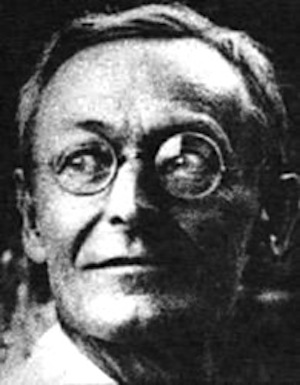
Hermann Hesse (1925)

Kurgast. Aufzeichnungen von einer Badener Kur sind Glossen von Hermann Hesse, im Oktober 1923 geschrieben und 1925 beim S. Fischer Verlag erschienen. Den Hintergrund bilden seine Erlebnisse aus zwei Badekuren in den Thermalbädern von Baden im Frühling und im Herbst 1923. Bis 1952 folgten dort zur Behandlung von Rheuma und Ischialgie jährliche Kuraufenthalte im Hotel Verenahof.

## Inhalt

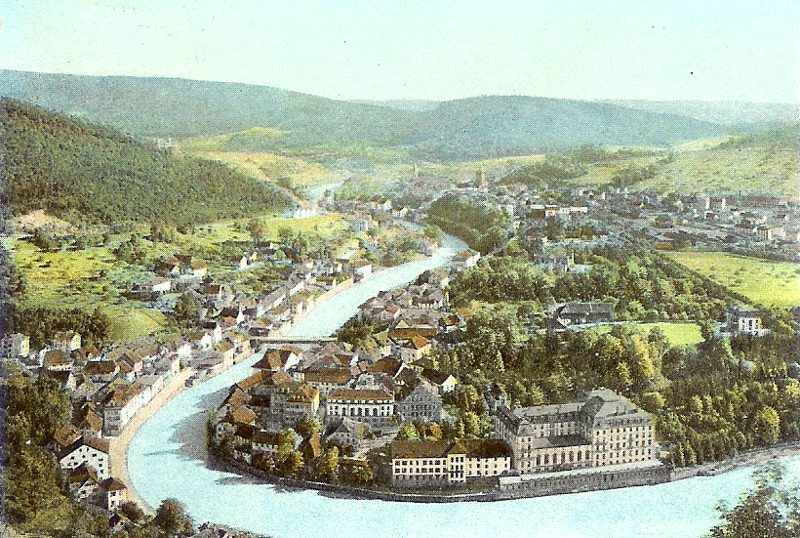
Postkarte von Baden an der Limmat (1904)

Hesse beschreibt ein trostloses Bild: Kurgäste „mit schwerfälligem Gebein“, appetitlos, hilfsbedürftig, gelangweilt. Er berichtet über „diese schmählichen Tage“, über „jenen Hesse, der sich in Baden so komisch benahm“. Sein Ischiasnerv treibt den Schriftsteller für drei Wochen in den Kurort westlich von Zürich. Gicht kommt bei dem neuen Kurgast hinzu, konstatiert der Kurarzt und klassifiziert den Ankömmling sofort als Neurotiker. Also wird jeden Tag etwas dagegen getan: „Bäder, Trinkkur, Diathermie, Quarzlampe, Heilgymnastik“. Aber zu Mittag wird in Baden trotz Stoffwechselkrankheit traditionell üppig geschmaust. Schließlich hat keiner das ewige Leben. Im übrigen zehren Bäder. Nach einem der totgeschlagenen Tage sucht Hesse den „Spielsaal“ auf und setzt beim Roulette zwei Franken. Die zahlreich anwesenden Ischiatiker machen als Zaungäste lange Hälse, denn sie kennen den „Spieler“ inzwischen vom Ansehen. Man beobachtet sich unausgesetzt. Hesse verliert und sucht das Weite. Das Geschehen am Spieltisch, bald heranreichend an die „Glückserlebnisse der Kindheit“, ist für den Dichter faszinierend, „das Abbild des Lebens“. Aber eben nur Abbild, das die „eigene Leistung“ niemals ersetzt. Hesse weiß, wovon er redet. Auf dem Gebiet des rein Seelischen ist er ein „gewiegter Fachmann“.
Überhaupt empfindet Hesse sich als Eigenbrötler und somit scheint für ihn seine doch beträchtliche Distanz zum „Durchschnittskurgast“ nur schwer verkürzbar. Genauer schildert er dies seinem Zimmernachbarn, dem lauten Holländer. Hesse kann dessen Getöse rund um die Uhr gar nicht vertragen. Gäste geben sich an der Nachbartür die Klinke in die Hand, Hesse aber braucht dringend Ruhe in seinem Zimmer. Ständig kann der am Schreibtisch heimische Autor dem kommunikativen „Mann aus dem Haag“ nicht ausweichen, z. B. bei schlechtem Wetter. Zudem hat Hesse „scheußliche Schmerzen“ und muss „fast immer“ liegen. Aber der Kurgast Hesse bleibt innerlich von bewundernswerter Heiterkeit; schafft das Werk der christlichen Nächstenliebe im Rahmen seiner „Liebestheorie“ nach dem Neuen Testament: „Liebet eure Feinde“ (Mt 5,44 ). Der Dichter baut im schmerzlichen Kampf gegen sich selbst das Feindbild vom „Vernichter“ seines „Schlafes“ sukzessive so weit ab, dass er schließlich sagen kann: Nebenan könnte „ganz Holland Kirmes feiern“. Aber als der Christ Hesse sein Bild vom Holländer „umgeschmolzen“, sprich seinen Hass überwunden hat, reist der Krawallmacher plötzlich ab, und mit einem Schlag ist sonntägliche Ruhe auf der Etage. Dabei war doch Hesse nun endlich nach dem eben skizzierten schmerzlichen Prozess bereit zum Gespräch, war mit dem Holländer wirklich „im Innersten verbunden“ (freilich ohne ein einziges Wort mit ihm gewechselt zu haben). Kurz, Ischiatiker Hesse ist über die Abreise des Nachbarn enttäuscht.
In den Aufzeichnungen findet neben Lachhaftem, Heiterem, Komischem, ja Schwarzem Humor, sogar das Erhabene seinen Platz. Beispiel: Hesses ganz spezielle Psychologie basiert auf dem Glauben an Gott. Jenes höhere Wesen setzt der Autor mit der Einheit gleich. Diese wiederum kann „auf dem Weg der Gnade“ jedenfalls „wieder hergestellt werden“. Tröstlich – jeder Kranke „könnte“ danach in praxi „durch den Tod zum Leben eingehen“. Bedenklich, der Dichter schreibt „könnte“. Tröstlich auch das noch: „Gnade“ ist „nur dem Sünder erlebbar“. Und „neunundneunzig Gerechte vor Gott“ sind „weniger als ein Sünder im Augenblick der Umkehr“. Der Dichter verliert zwar in Baden sein Gleichgewicht, findet es zum Glück dort aber auch wieder.
Poesie in Prosa: Hesse streut immer einmal Anmerkungen zur Dichtkunst in seinen Text ein.
- Gewisse alte Bäume haben mitunter die „magische Schönheit“ an sich, „die aus unserer Seele kommt“.[6]
- Schreiben hat Sinn, weil der „Wille zur Wahrheit“ dahintersteht.[6]
- „Das Schreiben“ ist „immer wieder eine tolle, erregende Sache, ein Fahrt im kleinsten Kahn auf hoher See“.[7]

## Zitat
„Das Leben ist keine Rechnung,… sondern ein Wunder.“

## Rezeption
- Sein Freund und Biograf Hugo Ball urteilte über den Kurgast Hesse: „Ein wenig neigt er auch zur Streitsucht.“[9]
- Ball entdeckte – anknüpfend an die Reverenz Hesses im Text gegenüber Jean Paul[10] – Analogien zwischen dem Kurgast und Dr. Katzenbergers Badereise.[9]
- Ball meinte überdies, Hesse behandle das Thema „Neurose des modernen Künstlers“.[9]
- Hesse befasst sich in seinem Werk zeitlebens mit Dichotomien: Im Kurgast sind „Geist“ und „Natur“ die beiden Pole des Lebens.[11]
- Als Hesses zweite Ehefrau Ruth Wenger im März 1927 die Scheidung anstrengte, habe sie Trennungsgründe aus dem Kurgast abgeschrieben. Diese seien vom Richter im Großen und Ganzen akzeptiert worden.[12]

## Buchausgaben
Hesse gab seine Aufzeichnungen zuerst 1924 als Privatdruck in einer nummerierten Auflage von 300 Exemplaren heraus, unter dem Titel Psychologia Balneara oder Glossen eines Badener Kurgastes. 1925 erschienen sie mit geändertem Titel, aber praktisch inhaltsgleich, bei seinem Berliner Verleger S. Fischer im Rahmen der neu konzipierten Werkausgabe. 1946 erschien Kurgast zusammen mit der Nürnberger Reise in neu durchgesehener, aber nur leicht veränderter Fassung, mit einem kurzen Nachwort Hesses versehen, im Zürcher Verlag Fretz & Wasmuth, der sein Werk während des Krieges betreute.
- Kurgast. Aufzeichnungen von einer Badener Kur. Fischer, Berlin 1925; 15. A. ebd. 1939 (Gesammelte Werke in Einzelausgaben).
- Kurgast. Die Nürnberger Reise. Zwei Erzählungen. Fretz & Wasmuth, Zürich 1946.
- Kurgast. Aufzeichnungen von einer Badener Kur. Insel, Frankfurt am Main 1964 (= Insel-Bücherei, Band 814).
- Kurgast und die „Aufzeichnungen von einer Kur in Baden“. Suhrkamp, Frankfurt am Main 1972, ISBN 3-518-01329-7 (= Bibliothek Suhrkamp, Band 329).
- Kurgast. Aufzeichnungen von einer Badener Kur. Suhrkamp, Frankfurt am Main 1977, ISBN 3-518-36883-4 (= st 383).
- Kurgast. Aufzeichnungen von einer Badener Kur. Nachwort von Volker Michels und mit Photographien von Pieter Jos van Limbergen. Insel, Frankfurt am Main 1999, ISBN 3-458-34086-6 (= it 2386).
- Kurgast. Aufzeichnungen von einer Badener Kur. Nachwort von Volker Michels. Umschlagfoto: Pieter Jos van Limbergen. Suhrkamp, Frankfurt am Main 1977/2008, ISBN 978-3-518-36883-1 (= st 383)